# Nieulle-sur-Seudre
Nieulle-sur-Seudre település Franciaországban, Charente-Maritime megyében. Lakosainak száma 1224 fő (2022. január 1.). Nieulle-sur-Seudre Arvert, Chaillevette, Étaules, Le Gua, Saint-Just-Luzac és Saint-Sornin községekkel határos.

## Népesség
A település népességének változása:
| Lakosok száma | 535  | 515  | 506  | 733  | 1195 | 1230 | 1227 | 1208 | 1221 | 1224 |
|               | 1968 | 1982 | 1990 | 2006 | 2013 | 2015 | 2017 | 2019 | 2020 | 2022 |